# 30-й гвардейский миномётный полк реактивной артиллерии
30-й гвардейский миномётный полк — воинская часть Вооружённых сил СССР в Великой Отечественной войне. Полное наименование — 30-й гвардейский миномётный Ропшинский Краснознамённый и ордена Суворова III степени полк.

## История
Полк формировался в феврале-марте 1942 года в Алабино. На вооружении полка состояли 24 установки БМ-13.
В составе действующей армии с 18 марта 1942 по 9 мая 1945 года. В начале марта 1942 года направлен на Волховский фронт, разгрузился на станции Малая Вишера и поступил в распоряжение 52-й армии
С 18 марта 1942 участвует в Любанской операции, с 27 марта 1942 года по 1 апреля 1942 года действует в ходе операции по восстановлению коммуникаций 2-й ударной армии у Мясного Бора. Полком были сделаны 20 дивизионных залпов по противнику и выпущены 2413 снарядов М-13. Продолжает действовать в районе проложенного коридора до июня 1942 года, очевидно попал (возможно частью) в окружение, поскольку по некоторым данным установки полка были взорваны в лесу между Замошьем и деревней Кречно.
В августе 1942 года укомплектованный полк принял участие в Синявинской операции, наносит удары по Синявинским высотам и по небезызвестному укреплённому узлу обороны у Гайтлово роще «Круглой». С 27.08.1942 года полк поддерживал огнём части 286-й стрелковой дивизии на участке 8-й армии, в ходе наступления с 27.08.1942 по 03.09.1942 был взят сильный опорный пункт Вороново.
В феврале 1943 года уничтожает укрепления противника близ деревни Смердыня, действуя в интересах 54-й армии в ходе Красноборско-Смердынской операции, а в марте 1943 года — в районе Вороново и Поречье в интересах 8-й армии в ходе Мгинско-Шапкинской операции. В мае 1943 года отправлен в распоряжение 2-й ударной армии, дислоцируется северо-западнее Синявинских высот. В ноябре 1943 года от Адмиралтейской канатной фабрики Ленинграда, по Финскому заливу силами Балтийского флота переброшен на Ораниенбаумский плацдарм.
В ходе Красносельско-Ропшинской операции наносит удар по укреплениям противника у границ плацдарма в Гостилицах и Дятлицах, затем по Ропше. Особенно тяжёлые бои полк вёл в районе Гостилиц и у горы Колокольня. Продолжая дальнейшее наступление вышел к Нарве, где ведёт бои за плацдармы, летом 1944 года участвует в Нарвской операции, а затем в Таллинской операции. После отхода немецких войск от линии «Танненберг» наступал по маршруту Йыхве, Раквере, поддерживая передовые части 117-го стрелкового корпуса
.
С сентября 1944 года принимает участие в Моонзундской операции, был переправлен на остров Муху, затем на Сааремаа наносит удары по дамбе близ Курессааре. После окончания операции в ноябре 1944 года оставался до конца войны на полуострове Сырва острова Сааремаа в местечке Сикассааре в трёх километрах от Курессааре.
Один из воинов полка, Давыдов Василий Иванович, сержант, командир орудия, был захоронен у Бронзового солдата

## Состав
- 237-й отдельный гвардейский миномётный дивизион
- 238-й отдельный гвардейский миномётный дивизион
- 239-й отдельный гвардейский миномётный дивизион

С 17 августа 1944 года:
- 1-й гвардейский миномётный дивизион
- 2-й гвардейский миномётный дивизион
- 3-й гвардейский миномётный дивизион

## Подчинение
| Дата            | Фронт (округ)                                              | Армия             | Корпус | Дивизия | Примечания |
| --------------- | ---------------------------------------------------------- | ----------------- | ------ | ------- | ---------- |
| 01.02.1942 года | Московский военный округ                                   | -                 | -      | -       | -          |
| 01.03.1942 года | Московский военный округ                                   | -                 | -      | -       | -          |
| 01.04.1942 года | Волховский фронт                                           | 52-я армия        | -      | -       | -          |
| 01.05.1942 года | Ленинградский фронт (Группа войск Волховского направления) | 52-я армия        | -      | -       | -          |
| 01.06.1942 года | Ленинградский фронт (Волховская группа войск направления)  | 52-я армия        | -      | -       | -          |
| 01.07.1942 года | Волховский фронт                                           | 52-я армия        | -      | -       | -          |
| 01.08.1942 года | Волховский фронт                                           | 52-я армия        | -      | -       | -          |
| 01.09.1942 года | Волховский фронт                                           | 8-я армия         | -      | -       | -          |
| 01.10.1942 года | Волховский фронт                                           | 8-я армия         | -      | -       | -          |
| 01.11.1942 года | Волховский фронт                                           | 8-я армия         | -      | -       | -          |
| 01.12.1942 года | Волховский фронт                                           | 8-я армия         | -      | -       | -          |
| 01.01.1943 года | Волховский фронт                                           | 8-я армия         | -      | -       | -          |
| 01.02.1943 года | Волховский фронт                                           | 8-я армия         | -      | -       | -          |
| 01.03.1943 года | Волховский фронт                                           | 54-я армия        | -      | -       | -          |
| 01.04.1943 года | Волховский фронт                                           | 8-я армия         | -      | -       | -          |
| 01.05.1943 года | Волховский фронт                                           | 8-я армия         | -      | -       | -          |
| 01.06.1943 года | Ленинградский фронт                                        | 2-я ударная армия | -      | -       | -          |
| 01.07.1943 года | Ленинградский фронт                                        | 2-я ударная армия | -      | -       | -          |
| 01.08.1943 года | Ленинградский фронт                                        | 67-я армия        | -      | -       | -          |
| 01.09.1943 года | Ленинградский фронт                                        | 67-я армия        | -      | -       | -          |
| 01.10.1943 года | Волховский фронт                                           | 59-я армия        | -      | -       | -          |
| 01.11.1943 года | Волховский фронт                                           | 59-я армия        | -      | -       | -          |
| 01.12.1943 года | Ленинградский фронт                                        | 2-я ударная армия | -      | -       | -          |
| 01.01.1944 года | Ленинградский фронт                                        | 2-я ударная армия | -      | -       | -          |
| 01.02.1944 года | Ленинградский фронт                                        | 2-я ударная армия | -      | -       | -          |
| 01.03.1944 года | Ленинградский фронт                                        | 2-я ударная армия | -      | -       | -          |
| 01.04.1944 года | Ленинградский фронт                                        | 54-я армия        | -      | -       | -          |
| 01.05.1944 года | Ленинградский фронт                                        | 8-я армия         | -      | -       | -          |
| 01.06.1944 года | Ленинградский фронт                                        | 8-я армия         | -      | -       | -          |
| 01.07.1944 года | Ленинградский фронт                                        | 8-я армия         | -      | -       | -          |
| 01.08.1944 года | Ленинградский фронт                                        | 2-я ударная армия | -      | -       | -          |
| 01.09.1944 года | Ленинградский фронт                                        | 2-я ударная армия | -      | -       | -          |
| 01.10.1944 года | Ленинградский фронт                                        | 8-я армия         | -      | -       | -          |
| 01.11.1944 года | Ленинградский фронт                                        | 8-я армия         | -      | -       | -          |
| 01.12.1944 года | Ленинградский фронт                                        | 8-я армия         | -      | -       | -          |
| 01.01.1945 года | Ленинградский фронт                                        | 8-я армия         | -      | -       | -          |
| 01.02.1945 года | Ленинградский фронт                                        | 8-я армия         | -      | -       | -          |
| 01.03.1945 года | Ленинградский фронт                                        | 8-я армия         | -      | -       | -          |
| 01.04.1945 года | Ленинградский фронт                                        | 8-я армия         | -      | -       | -          |
| 01.05.1945 года | Ленинградский фронт                                        | 8-я армия         | -      | -       | -          |

## Командиры
- гвардии подполковник Корытько Николай Николаевич (до 1.1943, затем ком-р 23 ГМБР),
- гвардии подполковник Хрущ Дмитрий Сергеевич (с 1.1943 — 1946),
- гв. п/п Габрук А. Е. (в 4 — 5.1945);
- замком по с/ч п/п Габрук Анихват Емельянович (с 4.1945, в 4 — 5.1945 — ком-р полка);
- нач.штаба: майор Закутайло Семён Николаевич (с 8.1942, с 1.1943 — ком-р 29 ГМП), майор Лысков Пётр Павлович (с 1.1943), майор Рагазенко Н. Л. (8.1944, в 10.1944 — врид ком-ра полка), майор Шаргородский Василий Фёдорович (с 11.1944 — 11.1945, в 1943 — ком-р 76 отд. арт. д-на, в 1944 — НШ 9 АП 72 СД);
- военком — бат. ком. Фёдоров (1942);

Командиры дивизионов:
- 237-й огмдн / 1 д-н — ст. л-т / капитан Лысков Пётр Павлович (3.1942, затем НШ полка), капитан Шестак Евгений Михайлович (с 1944);
- 238-й огмдн / 2 д-н — капитан Рагазенко Николай Лукянович (7.1943, с 1944 — НШ полка), капитан Кобец Иван Дмитриевич (с 1944);
- 239-й огмдн / 3 д-н — капитан / майор Хрущ Дмитрий Сергеевич (1942, с 1.1943 — ком-р полка), капитан Могильный Иван Степанович (с 7.1943, в 1944 — ком-р 452 гмд 318 ГМП), майор Кормов Зуся Абрамович (с 1944);  ком-р батареи ст. л-т Шестак Евгений Михайлович (1942, в 1944 — ком-р 237 гмд);  военком ст.политрук Гранаткин Александр Андреевич;

## Награды и наименования
| Награда (наименование)             | Дата        | За что получена  |
| ---------------------------------- | ----------- | ---------------- |
| Гвардия                            |             | При формировании |
| Почётное наименование «Ропшинский» | январь 1944 |                  |
| Орден Красного Знамени             |             |                  |
| Орден Суворова III степени         |             |                  |